# Vicky Rodewyk
Vicky Rodewyk (* 20. November 1988) ist eine neuseeländische Schauspielerin.
Vicky Rodewyk hat sich in Neuseeland einen Namen als Schauspielerin, Fotomodell und Tänzerin gemacht. Sie arbeitete bereits für Werbefilme und spielte in verschiedenen Fernsehsendungen mit, wie Hercules, Shortland Street und Cloud 9s Revelations – Die Offenbarung.
Bekannt wurde sie durch ihre Rolle als Gel, in der neuseeländischen Future Soap The Tribe von Entercloud 9. Sie gehörte zur Besetzung der finalen fünften Staffel der weltweit erfolgreichen Serie.

## Filmografie
- 1998: Hercules (Hercules: The Legendary Journeys, Fernsehserie, zwei Folgen)
- 1998: Point your Toes, Cushla! (Kurzfilm)
- 2002: Revelations – Die Offenbarung (Revelations, Fernsehserie, eine Folge)
- 2003: The Tribe – Eine Welt ohne Erwachsene (The Tribe, Fernsehserie, 48 Folgen)
- 2007: Shortland Street (Fernsehserie, fünf Folgen)
- 2008: Power Rangers Jungle Fury (Fernsehserie, eine Folge)